# Annales de chimie et de physique

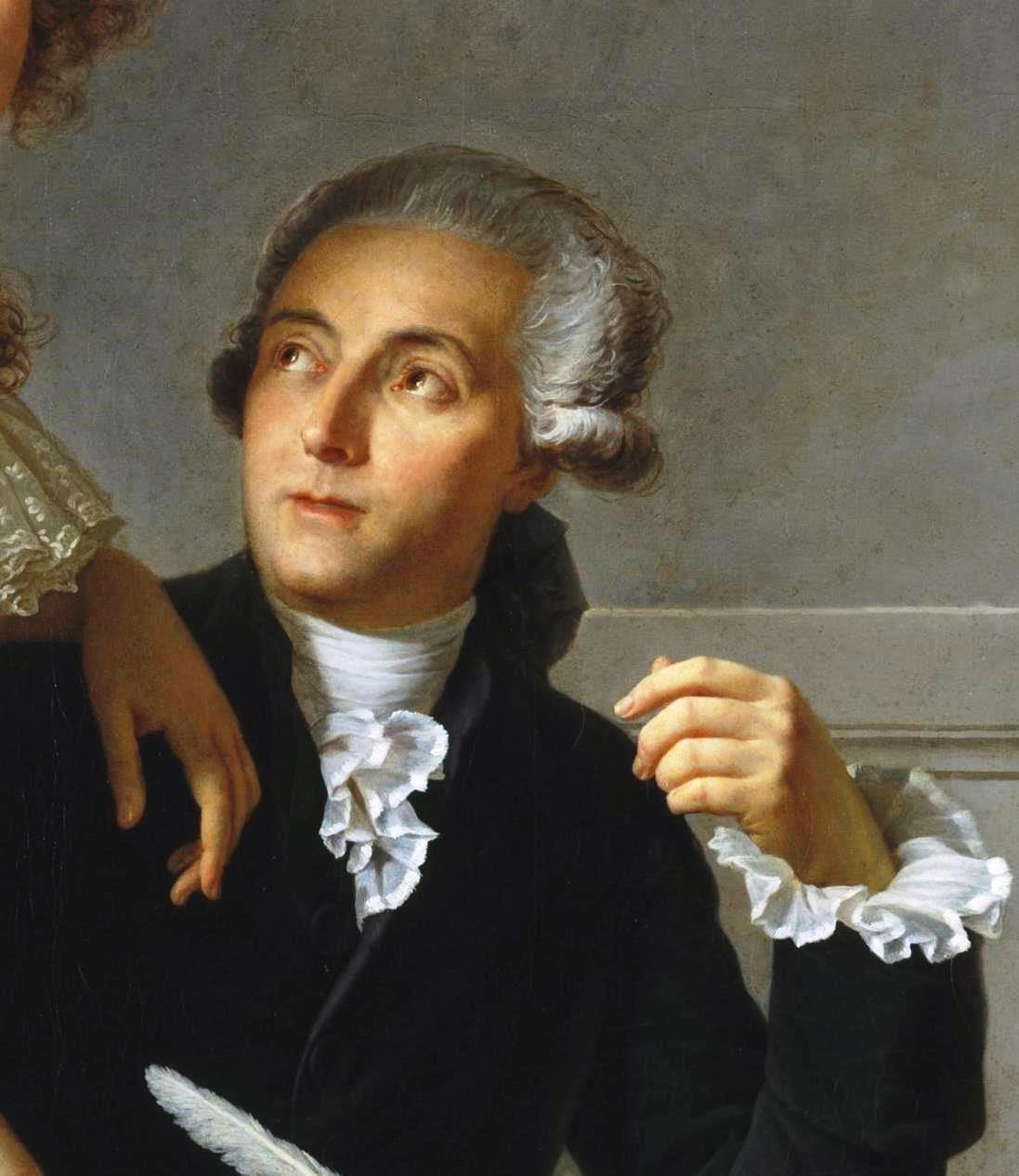
Antoine Lavoisier foi um dos primeiros editores da revista

Annales de Chimie et de physique é uma revista científica que foi fundada em Paris, França, em 1789, sob o título Annales de Chimie. Um dos primeiros editores foi o químico francês Antoine Lavoisier. Em 1815, tornou-se o Annales de Chimie et de Physique, e foi publicado sob esse título durante cerca de 100 anos. Em 1914, dividido em duas revistas sucessoras, a Annales de Chimie e Annales de Physique.
Annales de Physique ainda está sendo publicada com o mesmo nome, mas Annales de Chimie tornou Annales de Chimie - ciência des matériaux em 1978. De 1998 a 2004, foi publicado online pela Elsevier. Desde 2004, tem sido gerida online pela editora Lavoisier. Apesar das mudanças de nome, o volume de numeração mantida a continuidade entre os diferentes títulos, tanto para o jornal de física e química da revista.

## Listagem
- University of Oslo list of periodicals - incluindo listagens para:
  - Annales de chimie - 1789–1800, 1914–1977
  - Annales de chimie et de physique - 1816–1913
  - Annales de chimie - science des matériaux - 1978–1998
- Royal Society of Chemistry list of periodicals - Incluindo listagens para:
  - Annales de Chimie - Science des Matériaux  1789–1815;1914–2004, vols 1–96, [9]1–29
  - Annales de Chimie et de Physique 1816–1913, series [2]–[8].
- National Library of Australia: entry for Annales de chimie - science des matériaux (1978–presente)
- National Library of Australia: entry for Annales de physique (1914–presente)